# Quận Ouray, Colorado
Quận Ouray là một quận thuộc tiểu bang Colorado, Hoa Kỳ.
Quận này được đặt tên theo Tù trưởng Ouray. Theo điều tra dân số của Cục điều tra dân số Hoa Kỳ năm 2010, quận có dân số 4436 người. Quận lỵ đóng ở Ouray.

## Địa lý
Theo Cục điều tra dân số Hoa Kỳ, quận có diện tích 1400 km2, trong đó có 1,6 km2 là diện tích mặt nước.